# Tripartita (Halffter)
Tripartita és una composició orquestral que va escriure el 1959 Rodolfo Halffter. Dura uns 13 minuts, i com indica el seu títol, està estructurada en tres moviments, titulats Scherzo, Romanza sin palabras i Sonata. Fa ús del serialisme, conciliat amb el seu propi estil melòdic i politonal, i tractant de "conservar viu l'esperit espanyol, com li va escriure al seu nebot Cristóbal.
Segons Enrique Franco la Tripartita "defineix amb precisió l'actitud estètica" d'en Rodolfo Halffter durant el seu exili a Mèxic amb la seva "exactitud de llenguatge, vertebració, equilibri formal i mesurat alè líric". Per a Federico Sopeña mostrava com "un compositor en la maduresa, sense renegar lo més mínim de la seva personalitat, l'aplica a una técnica novísima, l'aplica amb inspiració molt profunda i amb esa tècnica del mestre que resol lo difícil en claredat, en transparència", i va destacar especialment la Romança sense paraules, que consideraba com "el millor Rodolfo Halffter: severitat, transparència, llirisme contingut, greu, autèntic."